# Tigerbotia
Tigerbotia (Syncrossus helodes) är en sötvattenslevande fisk i familjen nissögefiskar som finns i Sydöstasien. Den är även en populär akvariefisk.

## Utseende
En förhållandevis hög nissögefisk med 10 till 12 mörka tvärstreck mot ljusare bakgrund på sidorna. Bakkroppen har även ett antal mörka, vertikala markeringar. På stjärtfenan finns ett större antal prickar ordnade i vertikala linjer, medan ryggfenan, som har 12 till 14 grenade fenstrålar, är försedd med 2 till 3 längsrader med svarta fläckar och dessutom en svart ytterkant. Som mest kan arten bli 30 cm lång.

## Vanor
Tigerbotian föredrar större vattendrag med gyttjebotten och gömslen i form av klippor, sjunkna stockar och liknande. Under regntiden kan den vandra ut på översvämmade ängar, för att återvända till vattendragen i november – december. Arten är aktiv under skymning och natt, då den jagar maskar, blötdjur och bottenlevande insektslarver.

## Utbredning
Arten finns längs Mekongs flodsystem i Laos, Kambodja, södra Vietnam och Thailand.

## Akvariefisk
Tigerbotian trivs i ett akvarium med dunkel belysning, mjuk botten, många gömställen och riklig växtlighet. Akvarieväxterna bör planteras i krukor för att hindra att fiskarna gräver upp dem. Arten är sällskaplig och bör hållas tillsammans med flera individer av samma art. Den föredrar en temperatur på 24 till 30°C.

### Föda
Födan bör framför allt vara animalisk (exempelvis fjädermygglarver, tubifex och saltkräftor), men vegetabilisk föda som finfördelade bitar av gurka, melon, squash och förvälld spenat är dessutom lämplig. Arten tar även hackad daggmask, men det bör inte utgöra någon mer betydande del av födan. Också invaderande snäckor förtärs, men inte heller dessa är lämpliga som huvudsaklig föda.

## Kommersiell betydelse
Arten insamlas för att tjäna som akvariefisk. Ett visst lokalt fiske förekommer också.